# Punta de Peiraguils
Punta de Peiraguils – szczyt górski w Pirenejach Wschodnich. Administracyjnie położony jest na granicy Andory (parafia Ordino) z Francją (departament Ariège). Wznosi się na wysokość 2702 m n.p.m.
Na południowy zachód od Punta de Peiraguils usytuowany jest szczyt Pic de Creussans (2682 m n.p.m.), natomiast na północ położony jest Pic de l’Étang Fourcat. Wokół Punta de Peiraguils znajdują się liczne jeziora: na zachód  Étang de Caraussans, na wschód Estany del Mig, natomiast na północny wschód Estany de Més Amunt.